# Crepidium sublobatum
Crepidium sublobatum är en orkidéart som först beskrevs av Johannes Jacobus Smith, och fick sitt nu gällande namn av Marg.. Crepidium sublobatum ingår i släktet Crepidium, och familjen orkidéer. Inga underarter finns listade i Catalogue of Life.